# Machapuchare
Machapuchare o Machhaphuchhare es una montaña de los Annapurna en Nepal. Es venerado por la población local como particularmente sagrado para el dios Shivá, y por lo tanto no está permitida la escalada.

## Localización
El Machapuchare se encuentra al final de una larga cresta, próxima al sur de la principal columna vertebral de los Annapurna Himal, que forma la frontera oriental del Santuario de Annapurna. Este santuario es un destino favorito de excursionismo, y es donde se encuentra el campamento base de la Cara Sur del Annapurna y de numerosos objetivos más pequeños. El pico está aproximadamente a 25 km al norte de Pokhara, la ciudad más grande de la región.

## Características destacables
Debido a su posición en el sur de la cordillera, y de lo bajo que se encuentran los terrenos al sur de los Annapurnas, esto combinado con un perfil empinado, hacen de él un pico especialmente llamativo, a pesar de tener menor altitud que algunos de sus vecinos. Su doble cumbre se asemeja a la cola de un pez, de ahí el nombre de "Fish's Tail".

## Ascensión
Oficialmente, el Machapuchare nunca ha sido ascendido. El primer y único intento lo realizó en 1957 un equipo británico liderado por Jimmy Roberts. Los escaladores Wilfrid Noyce y A. D. M. Cox subieron a 50 metros de la cumbre a través de la cresta norte, pero no lograron completar la ascensión; habían prometido no poner pie en la cumbre. Desde entonces ha sido considerado sagrado y prohibido a los escaladores.
No obstante, se cree que Bill Denz la escaló de manera ilegal.